# 민주화운동기념사업회
민주화운동기념사업회(民主化運動記念事業會, Korea Democracy Foundation)는 대한민국의 민주주의 발전과정을 기념하고, 나아가 이러한 역사적 성취 위에서 올바른 역사를 정립하고, 나라를 위해 헌신하신 분들의 정신을 기리며, 민주화운동의 소중한 경험과 자산을 후대에 물려주는 과업을 목적으로 2001년 설립된 대한민국 행정자치부 산하 기타공공기관이다. 대한민국의 민주화운동 과정을 기념하고, 민주주의를 심화, 발전시켜나가기 위해 '민주화운동기념관'을 계획하고 있다. 학술지 '기억과전망'을 발행하고 있으며, 경기도 의왕시 내손순환로 132 에 위치하고 있다.

## 설립 근거
- 민주화운동기념사업회법[2]

## 주요 업무
- 민주화운동기념관의 건립 및 운영
- 민주화운동의 역사를 정리하기 위한 사료의 수집, 보존, 전산화, 관리, 전시, 홍보, 조사 및 연구
- 민주화운동 유적의 보존, 관리, 조사, 홍보 및 연구
- 민주화운동의 기념 및 계승을 위한 사업 및 행사
- 민주 발전을 위한 지원사업
- 기념사업회 및 기념관에 대한 홍보와 이에 관한 각종 간행물의 제작 및 배포
- 기념사업회의 운영을 위한 수익사업
- 위의 사업에 부대되는 사업

## 연혁
- 2001년 7월: 민주화운동기념사업회법 공표

## 조직

### 이사장
- 이사회
- 감사
- 상임 부이시장
- 상임이사
- 기획홍보실
- 경영지원실
- 사업국
- 민주시민교육센터
- 사료관
- 연구소
- 기념관건립준비단
- 민주화운동기념공원

## 사건·사고 및 논란

### 한국민주주의전당 설립 부지 논란
2006년 8월 22일 민주화운동기념관 건립과 운영 등을 규정한 '민주화운동기념사업회법'이 여야 합의로 제정된 지 5년여 만에 기념관 건립 사업이 본격화됐다. 민주화운동기념사업회(이사장 함세웅)는 언론재단회관에서 기자간담회를 열고 "'한국민주주의전당 건립 범국민추진위원회'를 공식 출범시킨다"고 밝혔다.
함세웅 이사장은 간담회에서 "민주화운동의 '과거'를 기념하는 뜻에서 한걸음 더 나아가, 민주주의를 확대·심화하기 위한 미래지향적 활동을 중심으로 삼는다는 뜻에서 기존의 '민주화운동기념관'의 이름을 '한국민주주의전당'으로 바꿨다"며 "2007년 말까지는 건립 후보지를 정하고 2011년 또는 2012년까지는 완공할 계획"이라고 말했다.
2006년 8월 25일 한국민주주의전당 건립 범추진위원회 출범식이 서울 명동성당 꼬스트홀에서 열렸다. 공동위원장을 맡은 함세웅 민주화운동기념사업회 이사장과 김상근 목사를 비롯해 김근태 열린우리당 의장, 이해찬 전 국무총리 등 600여명의 축하인사들이 출범식에 참석했다. 한편, 한국민주주의전당 건립 범추진위원회에는 김대중·김영삼 전 대통령이 나란히 명예고문으로 참여했고, 김상근 목사, 백낙청 서울대 명예교수, 신인령 전 이화여자대 총장, 조준희 변호사, 함세웅 신부 등이 공동위원장을 맡았다.
2008년 6월 20일 한국민주주의전당 광주유치추진위원회(위원장 김동원)와 광주광역시청은 민주화운동기념사업회를 방문하고, 민주화운동기념사업회 문영희 부이사장, 문국주 상임이사 등 주요 인사들과 면담을 가졌다. 이 자리에서 광주유치추진위원회는 광주가 세계적인 민주·인권·평화의 도시로 자리잡고 있는 점과 우리나라 민주주의 발전에 기여한 역사성과 상징성을 갖고 있어 최적지라고 설명했다. 또한, 17대 이명박 대통령의 공약사항 실천 차원에서도 한국민주주의전당이 광주에 유치돼야 한다는 점과, 유치를 바라는 시민들의 여론도 함께 전달했다.
2009년 11월 23일 3.15의거와 부마항쟁, 6월 항쟁으로 이어지는 경남 마산의 국책사업인 '한국민주주의전당' 유치를 위한 공청회가 사단법인 3.15의거 기념사업회(회장 백한기)가 주관으로 3.15아트센터 국제회의장에서 개최했다. 허정도 3.15의거 기념사업회 부회장의 사회로 진행된 공청회에서 `한국의 민주주의와 마산'을 주제로 기조발제에 나선 경남대 이은진 교수는 "마산에서 일어난 민주항쟁의 역사는 민주주의 철학과 정신, 원칙을 고수하고 실현시키기 위해 노력한 흔적"이라며 "우리나라 민주화 과정에서 그 모순을 선지자적으로 깨닫고 이를 드러내고 전파해 전국적인 운동으로 이끈 역사"라고 평가하며 "마산은 한국 민주주의의 현장이며 민주주의 전당의 설립 조건이라고 할 수 있는 현장성과 상징성을 충분히 갖추고 있다"며 마산유치의 당위성을 역설했다.
이후 토론에 나선 경상남도청 이현규 행정과장은 "3.15 마산의거는 현대사에 있어 최초의 민주민족운동이며 마산은 우리나라 민주주의 역사발전에 획기적인 전기를 마련한 민주화운동의 발원지"라며 "서울보다는 지역에 유치되는 것이 바람직하며 광주는 이미 민주화 시설들이 많이 건립된 만큼 국가 차원에서도 마산 건립이 타당하다"고 강조했다. 이어 "2009년 7월 사업주관 정부 부처인 행정안전부와 사업권한을 가진 민주화운동기념사업회에 건의공문을 보내는 한편 이달 초 민주화운동기념사업회를 방문해 유치 의지를 강력히 전달해 놓고 있다"고 말했다.
2010년 4월 20일 광주광역시청은 시청 3층 중회의실에서 김동원 전남대 명예교수 주재로 '한국민주주의전당 광주유치위원회'를 열어 그동안 추진상황을 점검하고 새로운 전략수립 방안을 적극 논의했다. 이날 회의에서 김동원 유치위원장은 "2010년은 5.18 민주화운동 30주년이 되는 뜻깊은 해로, 국립5.18민주묘지에서 열릴 기념행사에 참석하는 주요 인사들에게 '이명박 대통령의 대선공약 이행차원의 한국민주주의전당의 광주유치가 반드시 필요하다'는 내용의 건의문을 전달할 계획이다"라고 말했다.
한편 광주광역시청은 2005년 10월 한국민주주의전당 광주유치추진위원회를 구성한 이후 민주화운동기념사업회·대통령실·정부기관·정당 등을 70여차례 방문해 광주 건립의 타당성과 당위성을 설명하고 협조를 구한 바 있다.
2010년 4월 21일 민주화운동기념사업회 관계자는 문화일보와의 통화에서 "후보지로 거론되고 있는 지역은 서울, 광주, 경남 마산 등 3곳으로 가급적 이른 시일내에 후보지를 확정하겠다"고 밝혔다. 민주화운동기념사업회측은 지리적 적합성, 민주주의 역사성, 유치 열기 등을 종합적으로 고려하고 있는 것으로 알려졌다.
2012년 3월 16일 광주광역시청은 5·18교육관에서 한국민주주의전당 광주유치추진위원장인 김동원 전남대 명예교수 주재로 '한국민주주의전당 광주유치위원회 제15차 전체회의'를 열어 그 동안의 추진상황을 점검하고 새로운 유치전략 수립 방안을 논의했다. 김동원 위원장은 "한국민주주의 전당 광주 유치는 이명박 대통령의 대선공약이자 이 땅의 민주주의를 위해 온 몸을 바쳐온 광주 민주영령들에 대한 약속이므로 반드시 지켜져야 한다."고 강조했다.
2012년 4월 24일 (사)김주열열사기념사업회(회장 백남해 신부)는 창원시청 프레스센터에서 기자회견을 열고 "창원시청 워터프런트사업 용역 중간 결과에 민주공원 조성안이 포함된 것에 대해 쌍수 들어 환영한다"고 밝히면서 "구체적인 콘텐츠를 만들기 위해 창원시청·마산지방해양항만청·민주화운동 관련 시민단체·역사학자를 포함하는 민관협의체 구성을 제안한다"고 밝혔다. 특히 "한국민주주의전당 유치에서 그동안은 적합한 터 없이 요구만 했는데, 이제는 그런 조건을 갖추게 된다"며 민관합동 한국민주주의전당 유치위원회 구성도 함께 제안했다.
이에 대해 창원시청 관계자는 "당장 민관 합동 유치위원회 구성이 중요한 게 아니라, 정치권 상황과 연동한 중앙정부와 교감이 더 중요한 것 같다"며 "민간단체에서 순수하게 나서 이러한 분위기를 띄우는 것은 필요할 것으로 보인다"고 밝혔다.
2012년 6월 19일 광주광역시청 등에 따르면 한국민주주의전당 건립을 주관하는 민주화운동기념사업회가 옛 중앙정보부 부지에 전당을 건립하기로 내부 확정하여 2012년 5월 중앙정보부 터를 대상으로 한 기본계획 수립을 위한 용역(사업비 3천만원)까지 발주한 것으로 알려졌다. 특히 기념사업회 정성현 이사장은 2012년 6월 10일 6.10 항쟁 25주년 기념식(민주영령 해원제)에서 "옛 중앙정보부 터에 한국민주주의전당을 건립하기로 했다'는 발언까지 한 것으로 드러나 파장이 커질 것으로 예상된다.
한편, 한국민주주의전당은 2001년 전당 건립을 위한 민주화운동기념사업회법 제정 이후 추진돼 왔으나 10년 넘게 부지문제로 제자리걸음을 해왔으며 2007년 이명박 대통령은 한국민주주의전당의 광주건립을 공약으로 제시, 탄력을 받았으나 접근성 등을 이유로 수년째 미뤄져 왔다.
이같은 소식에 광주광역시의회는 성명을 통해 "한국민주주의전당 건립을 주관하는 민주화운동기념사업회 이사장은 6.10항쟁 25주년 기념행사에서 '한국민주주의전당을 서울 남산 옛 중앙정보부 터에 건립키로 했다'고 발표했다"며 "2007년 광주지역 대통령 공약사항으로 한국민주주의전당 광주건립 지원을 약속한 이명박 대통령의 공약(公約)은 그야말로 공약(空約) 수준인가"고 비판했다. 이어 "이는 우리 지역민과 전혀 합의된 바 없으며 그동안 한국민주주의전당 건립을 주관하는 기관인 민주화운동기념사업회와 감독기관인 행정안전부는 대통령 공약을 이행하기 위한 어떠한 노력도 하지 않아 지역민에게 실망을 안겨주고 있다"며 "결론적으로 한국민주주의 전당 건립 문제는 2007년 대통령 공약사항으로 발표해 소모적인 논쟁이 종료된 바 있다"면서 "이에 따라 정부정책으로 정상 추진돼야 마땅하다"고 강조했다.
2013년 3월 6일 강운태 광주광역시장은 북구청에서 열린 시민과의 대화에서 "광주교도소 이전부지에 한국민주주의전당을 세우겠다"며 "청소년들이 민주·인권을 체험할 수 있도록 유스호스텔을 마련하고 5월 유공자를 위한 주거시설을 일대에 배치해 민주주의·인권 교육과 관광 효과를 동시에 거두도록 하겠다"고 밝혔다. 한편, 북구 각화동에 있는 현 광주교도소(10만8423m2)는 오는 2014년까지 삼각동으로 이전될 예정이다.
같은 날 한국민주주의전당 마산유치위원회는 경상남도의회에서 발족 기자회견을 갖고 "민주화의 성지인 마산에 한국민주주의전당이 들어서는 것은 아주 당연하다"며 "마산은 이승만 독재정권을 무너뜨린 3·15의거와 부마항쟁의 발생지로, 우리나라 민주화 역사를 오롯이 담고 있는 곳이다"며 "역사적·사회적 여러 측면을 보더라도 다른 지역과 비교할 수 없다"고 마산이 적지임을 강조했다. 이어 "한국민주주의전당은 우리나라 민주주의의 과거와 현재, 미래를 관통해 그 정신을 살아 숨 쉬게 하는 학습의 터전"이라며 "박근혜 대통령의 한국민주주전당 마산유치 공약은 매우 역사적 의미를 가지는 일이며 마산시민은 물론 전 국민의 환영을 받을 일"이라고 강조했다.
한국민주주의전당 마산유치위원회는 3·15의거 부상자회 등 3·15 관련 5개 단체와 지역 국회의원, 도와 창원시의회 의원 등 30여 명으로 구성되었으며 정부당국 및 새누리당과 민주당 등 정치권을 상대로 마산유치의 당위성을 역설하는 활동을 벌일 계획이다. 한편, 한국민주주의전당 마산 유치는 새누리당이 대선 당시 박근혜 후보의 경남공약으로 발표한 바 있다.
2013년 3월 15일 박완수 창원시장과 변승기 3.15기념 사업회장 등은 제53주년 국가기념식에 참석한 정홍원 국무총리에게 '한국민주주의전당'의 입지에 따른 역사적 당위성과 시민의 정서를 담은 건의문을 작성해 건의한 것을 국무총리실을 거쳐 행정안전부 담당과로 이첩·전달했다.
2013년 3월 20일 창원시청 실무과장이 행정안전부 자치행정과 담당 관계관을 접견한 후 '민주화운동 기념 사업회법'에 의거 설치된 법인인 '민주화운동 기념사업회'(이사장 정성헌)을 방문해 관련 간부진에게도 민주성지인 창원시 마산합포구에 '민주주의 전당'이 당연히 건립돼야 한다고 설명했다.
2013년 3월 25일 한국민주주의전당 마산유치추진위 김오영(경상남도의회 의장)ㆍ변승기(3ㆍ15 의거기념사업회 회장) 공동 위원장은 서울에 있는 민주화운동기념사업회를 방문, 정성헌 이사장을 만나 한국민주주의전당 마산 유치에 적극 협조해 줄 것을 당부했다. 이 자리에서 정 이사장은 "서울, 마산, 광주에 민주주의 전당 역할을 지역별로 분담하는 방안도 있지 않느냐"고 조심스럽게 의견을 제시한 뒤 "향후 신중히 검토할 필요가 있다"고 밝혔다고 김 의장은 전했다. 한편, 정 이사장은 건립 후보지 위치 확인차 조만간 마산을 직접 방문하겠다고 약속했다.
2013년 3월 27일 창원시청은 4·19혁명의 도화선이 된 3·15 마산의거와 부마항쟁의 발원지인 창원에 한국민주주의전당을 유치하기 위해 세부적인 계획 수립에 착수했다고 밝혔다. 창원시청은 김주열열사 시신 인양지인 마산합포구 중앙부두 부근에 한국민주주의전당을 건립한다는 계획으로 전당 건립 예정지는 마산해양신도시 건설사업과 연계한 마산지방해양항만청의 워터프론트(친수공간) 조성사업 예정지(1만 1천107m2)로, 민주공원과 추모광장 등이 들어설 예정이라는 것이다. 이어 민주주의 전당 건립을 위한 공모계획이 나오는 대로 역사성과 당위성, 부지확보 계획, 주민정서 등을 토대로 한 유치계획서를 제출키로 했다.
이와 함께 창원시청은 사단법인 3·15의거기념사업회와 공동으로 한국민주주의전당 입지에 따른 역사적 당위성과 시민들의 정서를 담은 건의문을 국무조정실을 거쳐 행정자치부에 제출한 데 이어 최근 행정자치부와 한국민주화운동기념사업회 등을 방문한 자리에서는 '민주성지'인 경남 창원이 한국민주주의전당 건립을 위한 최적지라고 역설하기도 했다.
2013년 6월 4일 광주광역시청은 시청 소회의실에서 '한국민주주의전당 광주유치추진위원회' 대책회의를 열고 민주화운동기념사업회가 한국민주주의전당 건립지로 서울 남산 옛 중앙정보부 건물을 활용하는 방안을 검토하는데 대해 반대입장을 분명히 했다. 이어 '3각 분산형 전당 건립안'에 대해서도 받아들일 수 없다고 밝혔다
광주광역시청 관계자는 "한국민주주의전당 광주 유치를 실현시키기 위해서는 무엇보다 시민들의 관심과 역량 결집이 필요하다"며 "앞으로 기념사업회 등 추진 주체측을 대상으로 후보지가 결정될 때까지 광주유치의 당위성을 알리는데 주력하겠다"고 말했다.
2013년 6월 12일 강운태 광주광역시장은 김상윤 한국민주주의전당 광주유치위원회 공동의장, 송선태 5․18재단 상임이사, 정용화 광주민주화동지회 상임대표와 함께 서울에 소재하고 있는 민주화운동기념사업회를 방문해 정성헌 이사장을 면담하고, 한국민주주의전당이 광주에 반드시 설립돼야 한다고 강력한 뜻을 전달했다.
강 시장은 "광주에 5·18국립묘지를 비롯해 민족·민주열사 묘역이 자리잡고 있고 세계적인 민주·인권 지도자가 참여하는 세계민주인권도시 포럼을 해마다 개최하고 있다"고 광주 설립의 당위성을 밝혔다.
아울러, 광주에서는 2013년 5월 한국민주주의전당 광주유치위원회를 확대 출범해 한국민주주의전당 유치에 총력을 기울이고 있고, 이명박 전 대통령의 대선 공약이었으나 이행되지 않았던 점과 박원순 서울특별시장이 광주 방문 중 시민단체와의 간담회에서 "민주주의 전당과 관련해 경쟁해야 한다면 당연히 광주에 양보하겠다."라는 발언을 언급하며, 이사장의 전폭적인 지원을 건의했다.
이에 대해, 정성헌 이사장은 광주와 서울, 마산 중에서 정해질 예정인데 아직까지 합의점을 찾지 못해서 충분한 검토를 하겠다고 원론적인 답변을 했다.
2013년 6월 20일 광주광역시청과 광주유치추진위원회가 주최하고, 강기정, 김동철, 박주선, 오병윤, 이용섭, 임내현 국회의원이 공동주관하여 한국민주주의전당 입지 선정과 향후 건립 방향에 대한 제1차 국회 토론회가 국회도서관 강당에서 열렸다. 토론회에는 시민, 사회단체, 민주화운동 기관 및 단체에서 200여 명이 참석했다.
토론회는 나간채 전남대 교수가 진행하고, 정영일 광주시민단체협의회 대표를 비롯해 박한용 민족문제연구소 교육홍보실장, 김형철 성공회대 교수, 강현수 중부대 교수가 토론자로 참여했다.
발제자로 나선 최영태 전남대 교수는 '한국민주주의전당의 광주 유치 운동과 그 논거'를 주제로 한 발표에서 "전당 건립 사업계획안이 수립된 지 벌써 10년이 지났는데도 아무런 진척이 없다"며 "민주화운동기념사업회가 전당을 서울에만 건립하려고 집착하면서도 적절한 부지와 예산을 충분히 확보하지 못한데 그 원인이 있다"고 지적했다. 이어 "한국민주주의전당 건립은 특정단체의 전유물이 아니고, 전당 건립에 대한 국민적 합의가 전제돼야 한다"며 "건립 예정지를 선정할 때 최우선적으로 고려할 요소는 '민주와 인권 도시로의 역사적 상징성'이다"고 강조했다.
정의화 새누리당 국회의원도 "한국민주주의전당 건립은 나라와 도시마다 그 지역적인 특징이 있게 마련이다"며 "민주주의 성지 광주는 민주주의 정서와 맞는 지역으로, 한국민주주의 전당은 광주에 들어서야 한다"고 밝혔다.
2018년 6월 10일 6·10민주항쟁 제31주년 기념식에서 남영동 대공분실에 민주인권기념관을 조성하겠다는 문재인 대통령의 기념사가 발표되었다.

## 같이 보기
- 한국 민주화 운동사
- 4·19 혁명
- 5·18 광주 민주화 운동
- 6월 항쟁
- 함세웅
- 안중근의사기념사업회
- 김주열열사기념사업회